# Eugene Goostman
Eugene Goostman ist ein Chatbot, der seit dem Jahr 2001 entwickelt wird. Um ihn für Chat-Partner glaubhaft zu machen, imitiert er die Persönlichkeit eines 13-jährigen ukrainischen Jungen. Bei einer Veranstaltung der Royal Society in London, die von Kevin Warwick organisiert wurde, gelang es Eugene Goostman 33 Prozent seiner menschlichen Chatpartner davon zu überzeugen, dass er ein Mensch und nicht ein Computer sei. Warwick erklärte daraufhin, dass der Bot den Turing-Test bestanden habe. Diese Schlussfolgerung wurde, unter anderem aufgrund des Versuchsaufbaus, kontrovers diskutiert.

## Geschichte
Die Software wurde im Jahr 2001 vom Russen Wladimir Weselow entwickelt und seither von Weselow und dem Ukrainer Eugene Demchenko weiterentwickelt. Das Programm nahm in den Jahren 2001, 2005 und 2008 jeweils als zweitbester Teilnehmer am Loebner-Preis teil.
Die Auswahl des Charakters begründeten die Entwickler so, dass ein 13-Jähriger vieles, aber nicht alles wisse. Außerdem verzeihe man ihm leichter grammatikalische Fehler. In Zukunft soll insbesondere seine Konversationslogik weiter verbessert werden.
Bei einem Wettbewerb, der anlässlich des 60. Todestages von Alan Turing organisiert wurde, gelang es Eugene Goostman 33 Prozent seiner menschlichen Chatpartner davon zu überzeugen, dass er ein Mensch und nicht ein Computer sei. An dem Test nahmen 30 Prüfer teil.
Kevin Warwick verkündete daraufhin, dass Eugene Goostman als erster Chatbot den Turing-Test bestanden habe. Diese Schlussfolgerung wurde in der Folge von mehreren Beobachtern in Zweifel gezogen. Sie kritisieren unter anderem, dass die Vorgaben für das Bestehen des Tests, so wie sie Alan Turing 1950 entwickelt hat, deutlich umfangreicher wären als das Londoner Setting. Auch sei die Auswahl des Charakters, eines 13-jährigen ukrainischen Jungen, ein Trick, mit dem die Entwickler über strukturelle Unzulänglichkeiten hinwegtäuschen konnten.

## Persönlichkeit
Das Programm Eugene Goostman gibt sich als ein 13-Jähriger aus Odessa aus. Er gibt vor ein Meerschweinchen zu besitzen und Eminem zu mögen. Sein Vater sei Gynäkologe.